# SG-1

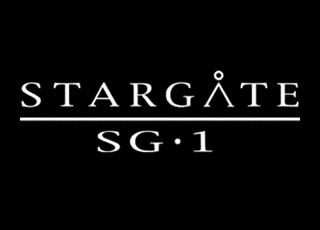
Logotip de Stargate SG1

Aquest article és sobre la unitat especial SG-1. Per a la sèrie de televisió, vegeu Stargate SG-1.
L'SG-1 (StarGate team 1) és la unitat principal del comando Stargate en la sèrie de ficció nord-americana Stargate SG-1, essent els seus membres els seus protagonistes.
Els membres originals de l'equip han anat variant durant els anys d'emissió de la sèrie, així com el seu nombre d'efectius. Aquests són:
- El coronel Jack O'Neill, interpretat per Richard Dean Anderson
- El doctor Daniel Jackson, interpretat per Michael Shanks
- La comandanta (posteriorment ascendida a capitana) Samantha Carter, interpretada per Amanda Tapping
- El jaffa Teal'c, interpretat per Christopher Judge

Durant l'absència d'en Daniel Jackson (sisena i setena temporades) aquest és substituït per Jonas Quinn, interpretat per Corin Nemec, així com Cameron Mitchell (Ben Browder) substituirà a Jack O'Neill a partir de la novena temporada.
Al principi de la novena temporada de la sèrie el grup es descompondrà per diversos motius, i no serà fins al cap d'uns quants episodis quan Cameron Mitchell aconseguirà tornar-los a reunir. Cap al final de la sèrie Vala Maldoran (Claudia Black) també s'unirà al grup.

## Galeria d'Imatges
Actors protagonistes de la sèrie

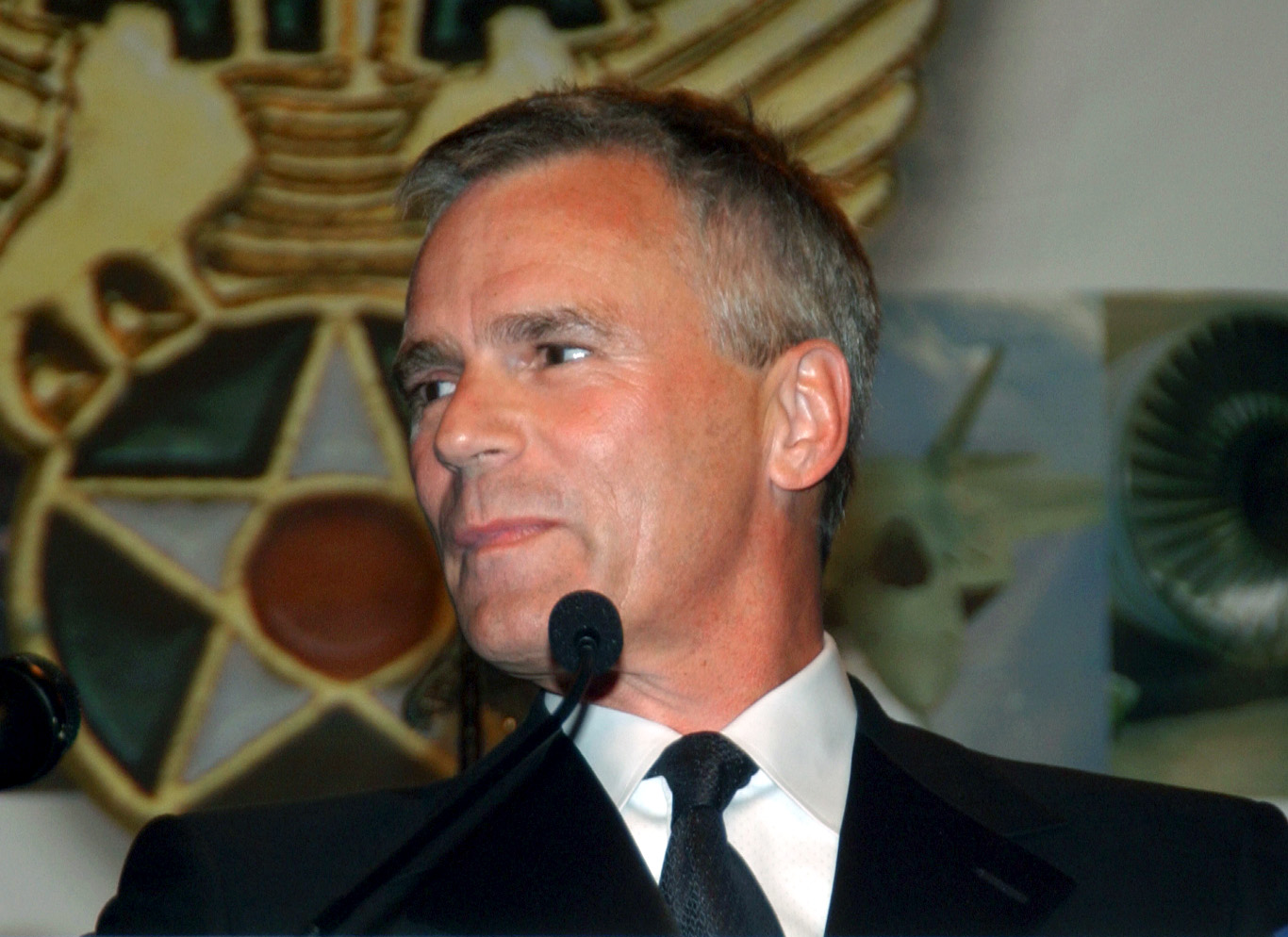
Personatge:Jack O'Neill Actor:Richard Dean Anderson
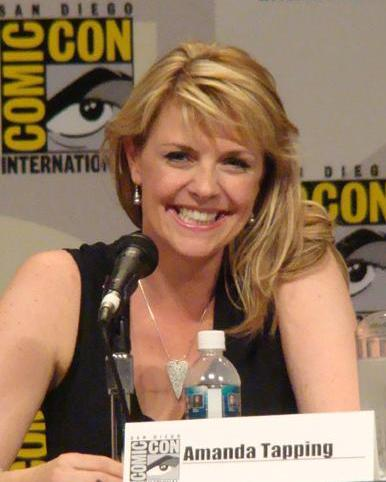
Personatge:Samantha Carter Actor:AmandaTapping
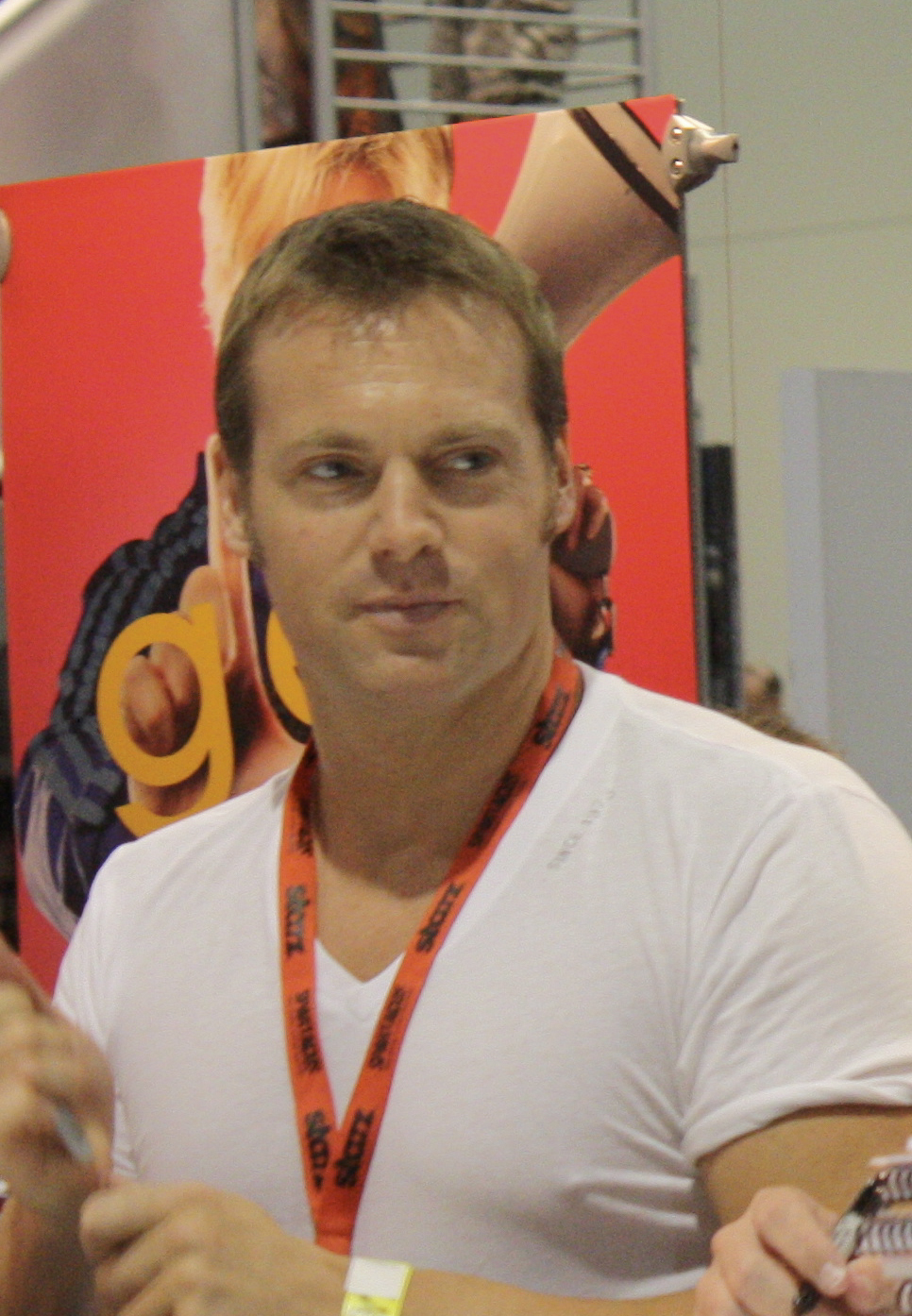
Personatge:Daniel Jackson Actor:Michael Shanks